# Rosenlundsbadet
Rosenlundsbadet är ett bad i stadsdelen Rosenlund i Jönköping. Det öppnades 1966, och invigdes 1967. Vid Rosenlundsbadet avgjordes Europamästerskapen i simsport 1977. Badet byggdes senare in, med ett äventyrsbad. som invigdes den 22 januari 1991.

## Nytt badhus
Ett nytt badhus projekteras (2023), men där ingår inte äventyrsbad. Upphandling av en arkitekt skedde vårens 2023. blev klar i våras. Under hösten 2023 utarbetades en detaljplan för området. Det nya badhuset kan vara i drift tidigast 2029, varefter det nuvarande badhuset avses att rivas.